# Пеганур
 Пеганур  — деревня в Оршанском районе Республики Марий Эл. Входит в состав Шулкинского сельского поселения.

## География
Находится в северной части республики Марий Эл на расстоянии приблизительно 21 км по прямой на восток-северо-восток от районного центра посёлка Оршанка.

## История
Известна с 1829 года как починок с 6 дворами и 72 жителями. В 1866 году отмечено 19 дворов и 191 житель, в 1891 47 и 359 соответственно (русские), в 1923 65 и 523 соответственно, в 1951 103 и 338. К 2003 году оставалось 8 дворов. В советское время работали колхозы имени Ярославского, имени Ворошилова и «Маяк».

## Население
Население составляло 19 человек (русские 63 %, мари 37 %) в 2002 году, 14 в 2010.